# 石氏金发藓
石氏金发藓（学名：Polytrichum swartzii）为土马鬃科金发藓属下的一个种。